# Pamela en español
Pamela en español é o sétimo álbum de estúdio da cantora brasileira de música gospel Pamela, lançado em maio de 2007 pela gravadora MK Music. O trabalho reúne as melhores canções da cantora em espanhol. Entre elas está o dueto inédito da canção "Un Verso de Amor" com o cantor Wilian Nascimento. O álbum foi Indicado ao Grammy Latino de 2007 na categoria de melhor CD em espanhol.

## Faixas
1. "Camiño da la perfeccion"
2. "Quiero mucho más"
3. "Un verso de amor" (dueto com Wilian Nascimento)
4. "La lluvia"
5. "Contigo quiero estar"
6. "Contar las estrellas"
7. "Sal y Luz"
8. "Ven Señor"
9. "No apartes tus ojos de mi"
10. "Un paso al cielo"
11. "Esta consumado"